# Norte (álbum)
Norte es el primer álbum de estudio de la banda chilena Curacas, lanzado en 1970 por el sello discográfico Peña de los Parra de los hermanos Isabel y Ángel Parra, y distribuido por el sello DICAP.

## Lista de canciones
| Lado A |                      |          |  |
| N.º    | Título               | Duración |  |
| 1.     | «Tirana»             | 3:45     |  |
| 2.     | «Ojos azules»        | 1:35     |  |
| 3.     | «Pájaro madrugador»  | 1:44     |  |
| 4.     | «Sarjuguai»          | 2:13     |  |
| 5.     | «Incahuasi»          | 2:12     |  |
| 6.     | «Coplas folklóricas» | 2:29     |  |
| 13:58  |                      |          |  |

| Lado B |                 |          |  |
| N.º    | Título          | Duración |  |
| 7.     | «Caliche»       | 1:28     |  |
| 8.     | «2001»          | 2:43     |  |
| 9.     | «Villancico»    | 1:09     |  |
| 10.    | «Carnaval»      | 1:36     |  |
| 11.    | «Reyes morenos» | 2:07     |  |
| 12.    | «Tres huaynos»  | 1:55     |  |
| 10:58  |                 |          |  |